# 什特尔普采市镇
什特尔普采市镇（羅馬化：Opština Štrpce），是科索沃烏羅舍瓦茨區的一个市镇，行政中心为什特爾普采。市镇面积为247平方公里，人口数量为6,949人（2011年）。